# Championnats du monde de natation 2022
Navigation
Édition précédente Édition suivante
Les Championnats du monde de natation 2022, dix-neuvième édition des championnats du monde de natation, ont lieu du 18 juin au 3 juillet 2022 à Budapest (Hongrie).

## Sélection du pays organisateur
La ville hôte des 19es Championnats du monde de natation, initialement prévus du 16 juillet au 1er août 2021, est à l'origine Budapest, mais, après le retrait de la compétition à Guadalajara pour les Championnats du monde de natation 2017, la capitale hongroise fut désignée pour les championnats de 2017. L'organisation a été confiée à Fukuoka le 31 janvier 2016. En même temps, la FINA a annoncé que Doha (Qatar) organisera les Championnats du monde de natation 2023. La compétition est reportée d'une année, en 2022, à la suite de la reprogrammation des J.O. de 2020 en 2021, en raison de la pandémie de maladie à coronavirus. Elle est ensuite encore repoussée d'un an.
En janvier 2022, la situation sanitaire incite les organisateurs à envisager de décaler d'un an supplémentaire les championnats au mois de juillet 2023. Une demande a été envoyée à la fédération internationale et en cas de validation du report, les championnats du monde 2023 de Doha seraient décalés à 2024. Début février 2022, la demande est acceptée et les mondiaux de natation en grand bassin sont officiellement décalés à juillet 2023.
Afin de ne pas avoir 4 ans d'écart entre deux éditions, la FINA annonce l'organisation des Championnats du monde de natation 2022 du 18 juin au 3 juillet 2022 à Budapest.

## Calendrier
Le calendrier précis est consultable sur le site de la FINA
| Juin/Juillet          | 17 | 18 | 19 | 20 | 21 | 22 | 23 | 24 | 25 | 26 | 27 | 28 | 29 | 30 | 01 | 02 | 03 | Total |
| --------------------- | -- | -- | -- | -- | -- | -- | -- | -- | -- | -- | -- | -- | -- | -- | -- | -- | -- | ----- |
| Cérémonies            |    | O  |    |    |    |    |    |    |    |    |    |    |    |    |    |    | C  | 74    |
| Natation sportive     |    | 5  | 4  | 5  | 5  | 5  | 5  | 6  | 7  |    |    |    |    |    |    |    |    | 42    |
| Nage en eau libre     |    |    |    |    |    |    |    |    |    | 1  | 2  |    | 2  | 2  |    |    |    | 7     |
| Natation synchronisée |    | 1  | 1  | 2  | 1  | 1  | 1  | 1  | 2  |    |    |    |    |    |    |    |    | 10    |
| Plongeon              |    |    |    |    |    |    |    |    |    | 1  | 1  | 2  | 3  | 2  | 1  | 1  | 2  | 13    |
| Water-polo            |    |    | F  | H  | F  | H  | F  | H  | F  | H  | F  | H  | F  | H  | F  | H  |    | 2     |

| Légende |                       |
|         | Cérémonie d'ouverture |
|         | Cérémonie de clôture  |
|         | Jour de compétition   |
|         | Jour de finale        |

Le tournoi de Water polo se déroule sur les sites de Budapest et de Szeged.

## Podiums

### Natation sportive

#### Femmes
| Épreuves               | Or                                                                               | Argent                                                                                    | Bronze                                                                        |
| Nage libre             | Nage libre                                                                       | Nage libre                                                                                | Nage libre                                                                    |
| ---------------------- | -------------------------------------------------------------------------------- | ----------------------------------------------------------------------------------------- | ----------------------------------------------------------------------------- |
| 50 m                   | Sarah Sjöström 23 s 98                                                           | Katarzyna Wasick 24 s 18                                                                  | Meg Harris Erika Brown 24 s 38                                                |
| 100 m                  | Mollie O'Callaghan 52 s 67                                                       | Sarah Sjöström 52 s 80                                                                    | Torri Huske 52 s 92                                                           |
| 200 m                  | Yang Junxuan 1 min 54 s 92                                                       | Mollie O'Callaghan 1 min 55 s 22                                                          | Tang Muhan 1 min 56 s 25                                                      |
| 400 m                  | Katie Ledecky 3 min 58 s 15 CR                                                   | Summer McIntosh 3 min 59 s 39                                                             | Leah Smith 4 min 2 s 08                                                       |
| 800 m                  | Katie Ledecky 8 min 8 s 04                                                       | Kiah Melverton 8 min 18 s 77                                                              | Simona Quadarella 8 min 19 s 00                                               |
| 1 500 m                | Katie Ledecky 15 min 30 s 15                                                     | Katie Grimes 15 min 44 s 89                                                               | Lani Pallister 15 min 48 s 96                                                 |
| Dos                    |                                                                                  |                                                                                           |                                                                               |
| 50 m                   | Kylie Masse 27 s 31                                                              | Katharine Berkoff 27 s 39                                                                 | Analia Pigrée 27 s 40                                                         |
| 100 m                  | Regan Smith 58 s 22                                                              | Kylie Masse 58 s 40                                                                       | Claire Curzan 58 s 67                                                         |
| 200 m                  | Kaylee McKeown 2 min 5 s 08                                                      | Phoebe Bacon 2 min 5 s 12                                                                 | Rhyan White 2 min 6 s 96                                                      |
| Brasse                 |                                                                                  |                                                                                           |                                                                               |
| 50 m                   | Rūta Meilutytė 29 s 70                                                           | Benedetta Pilato 29 s 80                                                                  | Lara van Niekerk 29 s 90                                                      |
| 100 m                  | Benedetta Pilato 1 min 5 s 93                                                    | Anna Elendt 1 min 5 s 98                                                                  | Rūta Meilutytė 1 min 6 s 02                                                   |
| 200 m                  | Lilly King 2 min 22 s 41                                                         | Jenna Strauch 2 min 23 s 04                                                               | Kate Douglass 2 min 23 s 20                                                   |
| Papillon               |                                                                                  |                                                                                           |                                                                               |
| 50 m                   | Sarah Sjöström 24 s 95                                                           | Mélanie Henique 25 s 31                                                                   | Zhang Yufei 25 s 32                                                           |
| 100 m                  | Torri Huske 55 s 64                                                              | Marie Wattel 56 s 14                                                                      | Zhang Yufei 56 s 41                                                           |
| 200 m                  | Summer McIntosh 2 min 5 s 20 WJ                                                  | Hali Flickinger 2 min 6 s 08                                                              | Zhang Yufei 2 min 6 s 32                                                      |
| Quatre nages           |                                                                                  |                                                                                           |                                                                               |
| 200 m                  | Alex Walsh 2 min 7 s 13                                                          | Kaylee McKeown 2 min 8 s 57                                                               | Leah Hayes 2 min 8 s 91 WJ                                                    |
| 400 m                  | Summer McIntosh 4 min 32 s 04 WJ                                                 | Katie Grimes 4 min 32 s 67                                                                | Emma Weyant 4 min 36 s 00                                                     |
| Relais                 |                                                                                  |                                                                                           |                                                                               |
| 4 × 100 m nage libre   | Australie Mollie O'Callaghan Madison Wilson Meg Harris Shayna Jack 3 min 30 s 95 | Canada Kayla Sanchez Taylor Ruck Margaret MacNeil Penny Oleksiak 3 min 32 s 15            | États-Unis Torri Huske Erika Brown Kate Douglass Claire Curzan 3 min 32 s 58  |
| 4 × 200 m nage libre   | États-Unis Claire Weinstein Leah Smith Katie Ledecky Bella Sims 7 min 41 s 45 CR | Australie Madison Wilson Leah Neale Kiah Melverton Mollie O'Callaghan 7 min 43 s 86       | Canada Summer McIntosh Kayla Sanchez Taylor Ruck Penny Oleksiak 7 min 44 s 76 |
| 4 × 100 m quatre nages | États-Unis Regan Smith Lilly King Torri Huske Claire Curzan 3 min 53 s 78        | Australie Kaylee McKeown Jenna Strauch Brianna Throssell Mollie O'Callaghan 3 min 54 s 25 | Canada Kylie Masse Rachel Nicol Margaret MacNeil Penny Oleksiak 3 min 55 s 01 |

#### Légende
RM Record du monde | RMj Record du monde junior | RAf Record d'Afrique | RAm Record d'Amérique | RAs Record d'Asie | RE Record d'Europe | 
ROc Record d'Océanie | RC Record des championnats | RN Record national

### Nage en eau libre
| Épreuves | Or                                                                               | Argent                                                                             | Bronze                                                                                                   |        |        |        |
| Hommes   | Hommes                                                                           | Hommes                                                                             | Hommes                                                                                                   | Hommes | Hommes | Hommes |
| -------- | -------------------------------------------------------------------------------- | ---------------------------------------------------------------------------------- | --- | ------ | ------ | ------ |
| 5 km     | Florian Wellbrock                                                                | Gregorio Paltrinieri                                                               | Mykhailo Romanchuk                                                                                       |        |        |        |
| 10 km    | Gregorio Paltrinieri                                                             | Domenico Acerenza                                                                  | Florian Wellbrock                                                                                        |        |        |        |
| 25 km    | Dario Verani                                                                     | Axel Reymond                                                                       | Peter Galicz                                                                                             |        |        |        |
| Femmes   |                                                                                  |                                                                                    | |        |        |        |
| 5 km     | Ana Marcela Cunha                                                                | Aurélie Muller                                                                     | Giulia Gabbrielleschi                                                                                    |        |        |        |
| 10 km    | Sharon van Rouwendaal                                                            | Leonie Beck                                                                        | Ana Marcela Cunha                                                                                        |        |        |        |
| 25 km    | Ana Marcela Cunha                                                                | Lea Boy                                                                            | Sharon van Rouwendaal                                                                                    |        |        |        |
| Équipes  |                                                                                  |                                                                                    | |        |        |        |
| Équipes  | Allemagne Oliver Klemet Lea Boy Leonie Beck Florian Wellbrock 1 h 04 min 40 s 50 | Hongrie Dávid Betlehem Anna Olasz Réka Rohács Kristof Rasovszky 1 h 04 min 43 s 00 | Italie Ginevra Taddeucci Gregorio Paltrinieri Giulia Gabbrielleschi Domenico Acerenza 1 h 04 min 43 s 00 |        |        |        |

#### Légende
RM Record du monde | RAf Record d'Afrique | RAm Record d'Amérique | RAs Record d'Asie | RE Record d'Europe | ROc Record d'Océanie | RC Record des championnats | RN Record national | disq. Disqualification

### Natation synchronisée
| Épreuves  | Or | Argent | Bronze |       |       |       |
| Libre     | Libre | Libre | Libre | Libre | Libre | Libre |
| --------- | --- | --- | --- | ----- | ----- | ----- |
| Solo      | Yukiko Inui 95.3667 pts | Marta Fiedina 93.8000 pts | Evangelía Platanióti 91.7667 pts |       |       |       |
| Duo       | Chine Wang Liuyi Wang Qianyi 95.5667 pts | Ukraine Maryna Aleksiïva Vladyslava Aleksiïva 94.1667 pts | Autriche Anna-Maria Alexandri Eirini-Marina Alexandri 92.8000 pts |       |       |       |
| Équipe    | Chine Chang Hao Feng Yu Wang Ciyue Wang Liuyi Wang Qianyi Xiang Binxuan Xiao Yanning Zhang Yayi 96.7000 pts | Ukraine Maryna Aleksiïva Vladyslava Aleksiïva Olesia Derevianchenko Marta Fiedina Veronika Hryshko Sofiia Matsiïevska Anhelina Ovchynnikova Valeriya Tyshchenko 95.0000 pts | Japon Moka Fujii Moe Higa Moeka Kijima Tomoka Sato Hikari Suzuki Akane Yanagisawa Mashiro Yasunaga Magumu Yoshida 93.1333 pts                                                                                                 |       |       |       |
| Duo mixte | Italie Giorgio Minisini Lucrezia Ruggiero 90.9667 pts | Japon Yotaro Sato Tomoka Sato 89.7333 pts | Chine Shi Haoyu Zhang Yiyao 88.4000 pts |       |       |       |
| Combiné   | Ukraine Maryna Aleksiïva Vladyslava Aleksiïva Olesia Derevianchenko Marta Fiedina Veronika Hryshko Sofia Matsiievska Daria Moshynska Anhelina Ovchynnikova Anastasiia Shmonina Valeriya Tyshchenko 95.0333 pts | Japon Moka Fujii Moe Higa Asaka Hosokawa Moeka Kijima Hikari Suzuki Akane Yanagisawa Mashiro Yasunaga Magumu Yoshida Rie Yoshida 93.5667 pts                                | Italie Domiziana Cavanna Linda Cerruti Costanza Di Camillo Costanza Ferro Gemma Galli Marta Iacoacci Marta Murru Enrica Piccoli Federica Sala Francesca Zunina 92.0333 pts                                                    |       |       |       |
| Highlight | Ukraine Maryna Aleksiïva Vladyslava Aleksiïva Olesia Derevianchenko Marta Fiedina Veronika Hryshko Sofia Matsiievska Daria Moshynska Anhelina Ovchynnikova Anastasiia Shmonina Valeriya Tyshchenko 95.0333 pts | Italie Domiziana Cavanna Linda Cerruti Costanza Di Camillo Costanza Ferro Gemma Galli Marta Iacoacci Marta Murru Enrica Piccoli Federica Sala Francesca Zunina 92.2667 pts  | Espagne Cristina Arambula Casares Abril Conesa Prieto Berta Ferreras Sanz Emma Garcia Mireia Hernandez Luna Meritxell Mas Pujadas Alisa Ozhogina Ozhogin Paula Ramirez Ibanez Iris Tio Casas Blanca Toledano Laut 91.9333 pts |       |       |       |
| Technique | | | |       |       |       |
| Solo      | Yukiko Inui 92.8662 pts | Marta Fiedina 91.9555 pts | Evangelía Platanióti 89.5110 pts |       |       |       |
| Duo       | Chine Wang Liuyi Wang Qianyi 93.7536 pts | Ukraine Maryna Aleksiïva Vladyslava Aleksiïva 91.8617 pts | Autriche Anna-Maria Alexandri Eirini-Marina Alexandri 91.2622 pts |       |       |       |
| Équipe    | Chine Chang Hao Feng Yu Wang Ciyue Wang Liuyi Wang Qianyi Xiang Binxuan Xiao Yanning Zhang Yayi 94.7202 pts | Japon Moka Fujii Moe Higa Moeka Kijima Tomoka Sato Akana Yanagisawa Mashiro Yausnaga Megumu Yoshida Rie Yoshida 92.2261 pts                                                 | Italie Domiziana Cavanna Linda Cerruti Costanza di Camillo Costanza Ferro Gemma Galli Marta Iacoacci Marta Murru Enrica Piccoli 91.0191 pts                                                                                   |       |       |       |
| Duo mixte | Italie Giorgio Minisini Lucrezia Ruggiero 89.2685 pts | Japon Yotaro Sato Tomoka Sato 85.5939 pts | Chine Shi Haoyu Zhang Yiyao 86.4425 pts |       |       |       |

### Plongeon

#### Épreuves individuelles
| Épreuves | Or                       | Argent                   | Bronze                    |        |        |
| Hommes   | Hommes                   | Hommes                   | Hommes                    | Hommes | Hommes |
| -------- | ------------------------ | ------------------------ | ------------------------- | ------ | ------ |
| 1 m      | Wang Zongyuan 493,30 pts | Jack Laugher 426,95 pts  | Li Shixin 395,40 pts      |        |        |
| 3 m      | Wang Zongyuan 561,95 pts | Cao Yuan 492,85 pts      | Jack Laugher 473,30 pts   |        |        |
| 10 m     | Jian Yang 515,55 pts     | Rikuto Tamai 488 pts     | Hao Yang 485,45 pts       |        |        |
| Femmes   |                          |                          |                           |        |        |
| 1 m      | Li Yajie 300,85 pts      | Sarah Bacon 276,65 pts   | Mia Vallée 276,60 pts     |        |        |
| 3 m      | Chen Yiwen 366,90 pts    | Mia Vallée 329 pts       | Chang Yani 325,85 pts     |        |        |
| 10 m     | Chen Yuxi 417,25 pts     | Quan Hongchan 416,95 pts | Pandelela Pamg 338,85 pts |        |        |

#### Épreuves synchronisées
| Épreuves | Or                                        | Argent                                              | Bronze                                                        |        |        |        |
| Hommes   | Hommes                                    | Hommes                                              | Hommes                                                        | Hommes | Hommes | Hommes |
| -------- | ----------------------------------------- | --------------------------------------------------- | ------------------------------------------------------------- | ------ | ------ | ------ |
| 3 m      | Chine Wang Zongyuan Cao Yuan 459,18 pts   | Royaume-Uni Jack Laugher Anthony Harding 451,71 pts | Allemagne Lars Rüdiger Timo Barthel 406,44 pts                |        |        |        |
| 10 m     | Chine Hao Yang Lian Junjie 467,79 pts     | Royaume-Uni Matthew Lee Noah Williams 427,71 pts    | Canada Rylan Wiens Nathan Zsombor-Murray 417,12 pts           |        |        |        |
| Femmes   |                                           |                                                     |                                                               |        |        |        |
| 3 m      | Chine Chen Yiwen Chang Yani 343,14 pts    | Japon Sayaka Mikami Rie Kaneto 303 pts              | Australie Maddison Keeney Anabelle Smith 294,12 pts           |        |        |        |
| 10 m     | Chine Chen Yuxi Quan Hongchan 368,08 pts  | États-Unis Delaney Schnell Katrina Young 299,40 pts | Malaisie Pandelela Pamg Nur Dhabitah Sabri 298,68 pts         |        |        |        |
| Mixtes   |                                           |                                                     |                                                               |        |        |        |
| 3 m      | Chine Lin Shan Zhu Zifeng 324,15 pts      | Italie Chiara Pellacani Matteo Santoro 293,55 pts   | Royaume-Uni Grace Reid James Heatly 287,61 pts                |        |        |        |
| 10 m     | Chine Duan Yu Ren Qian 341,16 pts         | Ukraine Sofiya Lyskun Oleksi Sereda 317,01 pts      | États-Unis Delaney Schnell Carson Tyler 315,90 pts            |        |        |        |
| Équipes  | Chine Bai Yuming Quan Hongchan 391,40 pts | France Jade Gillet Alexis Jandard 358,50 pts        | Royaume-Uni Andrea Spendolini-Sirieix James Heatly 357,60 pts |        |        |        |

### Water-polo
| Épreuves | Or         | Argent  | Bronze   |
| -------- | ---------- | ------- | -------- |
| Hommes   | Espagne    | Italie  | Grèce    |
| Femmes   | États-Unis | Hongrie | Pays-Bas |

## Tableau des médailles
- Pays organisateur

| Rang               | Nation             | Or | Argent | Bronze | Total |
| ------------------ | ------------------ | -- | ------ | ------ | ----- |
| 1                  | États-Unis         | 18 | 14     | 17     | 49    |
| 2                  | Chine              | 18 | 2      | 8      | 28    |
| 3                  | Italie             | 9  | 7      | 6      | 22    |
| 4                  | Australie          | 6  | 9      | 4      | 19    |
| 5                  | Canada             | 3  | 5      | 6      | 14    |
| 6                  | Japon              | 2  | 8      | 3      | 13    |
| 7                  | France             | 2  | 7      | 2      | 11    |
| 8                  | Ukraine            | 2  | 6      | 2      | 10    |
| 9                  | Allemagne          | 2  | 5      | 3      | 10    |
| 10                 | Hongrie            | 2  | 2      | 1      | 5     |
| 11                 | Suède              | 2  | 2      | 0      | 4     |
| 12                 | Brésil             | 2  | 1      | 2      | 5     |
| 13                 | Roumanie           | 2  | 0      | 0      | 2     |
| 14                 | Royaume-Uni        | 1  | 4      | 6      | 11    |
| 15                 | Pays-Bas           | 1  | 1      | 3      | 5     |
| 16                 | Espagne            | 1  | 0      | 1      | 2     |
| 16                 | Lituanie           | 1  | 0      | 1      | 2     |
| 18                 | Pologne            | 0  | 1      | 1      | 2     |
| 19                 | Corée du Sud       | 0  | 1      | 0      | 1     |
| 20                 | Grèce              | 0  | 0      | 3      | 3     |
| 21                 | Autriche           | 0  | 0      | 2      | 2     |
| 21                 | Malaisie           | 0  | 0      | 2      | 2     |
| 23                 | Afrique du Sud     | 0  | 0      | 1      | 1     |
| Total (23 nations) | Total (23 nations) | 74 | 75     | 74     | 223   |